# Reilhac (Cantal)
Reilhac è un comune francese di 1 072 abitanti situato nel dipartimento del Cantal nella regione dell'Alvernia-Rodano-Alpi.

## Società

### Evoluzione demografica
Abitanti censiti